# غويلرمو مينديثابال
غويلرمو مينديثابال (بالإسبانية: Guillermo Mendizábal)‏ هو لاعب كرة قدم مكسيكي في مركز الوسط، ولد في 8 أكتوبر 1954 في مدينة مكسيكو في المكسيك. شارك مع منتخب المكسيك لكرة القدم. أما مع النوادي، فقد لعب مع رايو فايكانو وكروز آزول ونادي تيكوس ونادي غوادالاخارا.

## وصلات خارجية
- غويلرمو مينديثابال على موقع الاتحاد الدولي (مؤرشف)  (الإنجليزية)
- غويلرمو مينديثابال على موقع قاعدة بيانات كرة القدم.إي يو (الإنجليزية)
- غويلرمو مينديثابال على موقع بيانات كرة القدم. دي إي (الألمانية)
- غويلرمو مينديثابال على موقع ناشيونال فوتبول تيمز (الإنجليزية)
- غويلرمو مينديثابال على موقع Soccerway.com (الإنجليزية)
- غويلرمو مينديثابال على موقع عالم كرة القدم.نت (الإنجليزية)